# Anadenobolus translocatus
Anadenobolus translocatus är en mångfotingart som först beskrevs av Loomis 1975.  Anadenobolus translocatus ingår i släktet Anadenobolus och familjen Rhinocricidae. Inga underarter finns listade i Catalogue of Life.